# Kryddgården
Kryddgården är ett område i stadsdelen Rosengård, Malmö. 
Kryddgården utgörs helt av flerfamiljshus, främst hyreshus byggda kring 1970. Området gränsar till Rosengård centrum, Apelgården, Herrgården och Höja och Videdal i Husie.
I området finns Kryddgårdsskolan (F-6) samt Ellenborgs och Trekantens förskolor. Längs Inre Ringvägen ligger de två hyreshus som i folkmun kallas Kinesiska muren.